# Festung von Vuçak

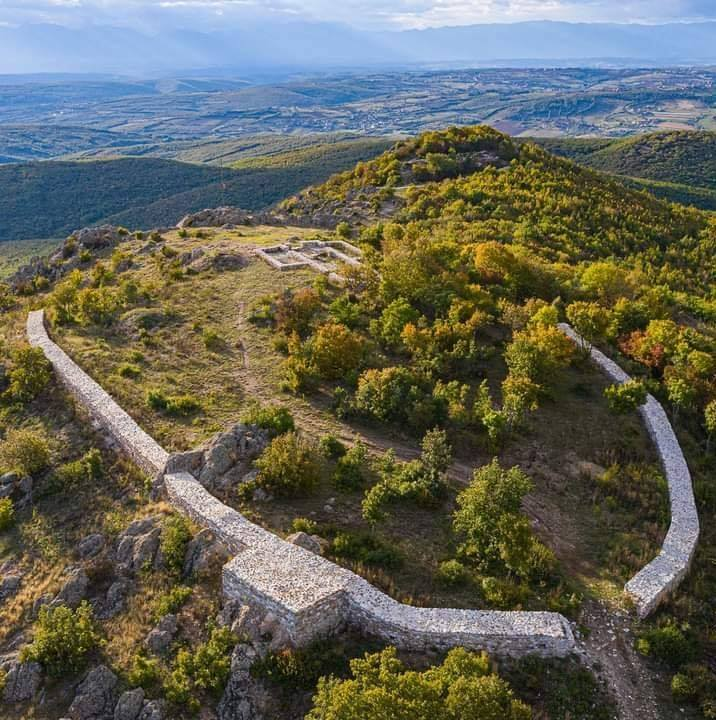
Festung von Vuçak

Die Festung von Vuçak (albanisch Kalaja e Vuçakut) befindet sich im Zentrum des Kosovo nördlich des namensgebenden Dorfes Vuçak, rund zwölf Kilometer südwestlich von Drenas. Die Festung liegt markant auf einem der Hügel der Kasmaç-Berge. Sie wurde während der Zeit Kaiser Justinians I. stark ausgebaut. Von der Doppelfestung (Giyteti i Madh und Giyteti i Vogël, also große und kleine Festung) sind nur noch Ruinen erkennbar. Oberflächenfunde erweisen, dass die Nutzung bereits in vorschriftlicher Zeit begann, um bis ins Mittelalter zu reichen. 
2017 wurden Ausgrabungen auf dem rund 940 m. i. J. hohen Hügel vorgenommen.